# Praça do DI (Taguatinga)
A Praça Santos Dumont, conhecida popularmente como Praça do DI localiza-se no Setor A Norte, de Taguatinga, no Distrito Federal. Nela ficam um parquinho de areia infantil ("Parque Elmo Serejo Farias" ou "Parque do DI"), o Centro de Educação Infantil 04 de Taguatinga, um Posto Policial da Polícia  Militar do Distrito Federal, a Agência de Atendimento de Taguatinga da Secretaria de Estado de Fazenda do Distrito Federal, uma quadra poli-esportiva coberta e uma descoberta, pista de skate ("half"), uma banca de revistas (Banca DI), mesinhas de dominó e área verde. Em volta da praça, estão as quadras comerciais, da CNA 01 à CNA 04, onde há principalmente bares e restaurantes.
Nesta mesma praça encontra-se instalada uma escultura chamada “Crespúsculo” de autoria do artista plástico Omar Franco, inaugurada em 1994.
Antigamente nela havia um coreto que foi demolido, no local foi construído um de palco de concreto para eventos culturais, pois o local servia de moradia a mendigos e moradores de rua

## Origem do nome
O nome da praça se deve ao antigo Departamento de Imobiliária da Novacap, DI, órgão destinado a fazer a distribuição de lotes para os moradores e que ficava no local. Oficialmente, ela se chama Praça Santos Dumont, apesar de poucos conhecerem este nome.